# 渋江公寧
渋江 公寧（澁江、しぶえ きみやす、1858年（安政5年11月）- 1896年（明治29年）11月30日）は、明治期の教育者、政治家。衆議院議員。字・子静、号・龍伏。

## 経歴
肥後国菊池郡、のちの熊本県菊池郡隈府町（菊池町を経て現菊池市）で、儒学者渋江公木の息子として生まれた。父から学び、1876年（明治9年）熊本県師範学校を卒業。漢学塾・遜志堂を開き子弟の教育を行った。
政界では熊本県会議員に就任。1894年（明治27年）9月、第4回衆議院議員総選挙（熊本県第3区、国民協会）で当選し、衆議院議員に1期在任した。議員在任中の1896年11月に死去した。